# João Chaves Campelo
João Chaves Campelo (Pelotas, 12 de março de 1838 — ?) foi um político brasileiro.

## Biografia
Filho de Manuel dos Santos Campelo (Herval, 8 de outubro de 1807-) e Maria Isabel Chaves (Pelotas, 7 de julho de 1818-). Casou-se em Piratini, em 11 de fevereiro de 1865, com Maria da Conceição Crespo (Piratini, 1 de abril de 1838-), filha de Ambrósio Sabino Crespo e Flora da Conceição. Tiveram 3 filhos.
Na vida pública, foi vereador em Pelotas na legislatura de 1869-1872. Foi vice-presidente da província de Rio Grande do Sul no mandato de Francisco de Faria Lemos, assumindo a presidência interinamente, de 10 de fevereiro a 12 de março de 1878.